# ヨハン・ニコラウス・フォルケル
ヨハン・ニコラウス・フォルケル（独: Johann Nikolaus Forkel, 1749年2月22日 - 1818年3月20日）は、ドイツの音楽家、音楽学者、音楽理論家。

## 生涯
フォルケルはコーブルクのメーダーに生まれた。靴の修理職人の息子であった彼は早くから音楽教育、特に鍵盤楽器演奏の指導を地元のカントルだったヨハン・ハインリヒ・シュルテジウス（Johann Heinrich Schulthesius）から受けた。その他の音楽学習、特に理論面については独学だった。10代の頃はリューネブルクで歌手として活動する一方、ゲッティンゲン大学で2年間法学の勉強に勤しんだ。フォルケルはその後50年以上にわたって大学との関わりを保ち続け、音楽理論講師、オルガニスト、鍵盤楽器指導者などの様々な役職を歴任し、ついに大学の音楽科の学科長にまで登り詰めた。1787年には大学から哲学の名誉博士号を授与されている。フォルケルはゲッティンゲンに没した。
フォルケルはしばしば歴史的音楽学の始祖とみなされるが、それは音楽の歴史と理論に関する研究が、厳格な学問的基準に基づく学問分野として確立されるのにあたって彼の貢献があったからである。
希少な書籍も安価に手に入った時代にフォルケルが注意と眼識をもって蒐集したコレクションは、現在はベルリン州立図書館と王立教会音楽研究所（Königliche Institut für Kirchenmusik、ベルリン芸術大学付属図書館）の価値ある蔵書となっている。

## バッハ研究
フォルケルはバッハを熱烈に信奉しており、バッハの音楽を世に知らしめるため様々な取り組みを行った。また、彼は1802年に初となるバッハの伝記を記している。当時はまだバッハの息子のカール・フィリップ・エマヌエルやヴィルヘルム・フリーデマンと直接書簡をやり取りすることができ、さもなければ失われていたであろう多くの貴重な情報を得た上で書かれた伝記は、今日では特別な価値を有するものである。

### 日本語訳
- 『バッハ傾聴』 田中吉備彦 訳著、法政大学出版局、1969年、改装版2007年
- 『バッハ小伝』 角倉一朗訳、白水社〈白水Uブックス〉、新版2003年
- 『バッハの生涯と芸術』 柴田治三郎訳、岩波文庫、1988年

## 主要作品
- Über die Theorie der Musik （ゲッティンゲン、1777年）
- Musikalisch kritische Bibliothek （ゴータ、1778年）
- Allgemeine Geschichte der Musik （ライプツィヒ、1788年、1801年） ストラスブール大学電子図書館蔵

3つめはフォルケルの作品でも最も重要なものである。また、彼は価値ある情報が満載された『Dictionary of Musical Literature』も著している。
音楽作品に関しては、数こそ膨大であるものの今日ではあまり関心を持たれていない。しかしながら、フォルケルはイングランドの国歌を基にクラヴィコードのための変奏曲を作曲しており、これに関してゲオルク・ヨーゼフ・フォーグラーが鋭い批評を行っていることは注目に値する。それらは彼が書かねばならないと考えた変奏曲とともに、1793年のフランクフルトで発表された。